# BattleTanx: Global Assault
BattleTanx: Global Assault est un jeu vidéo d'action sorti en 1999 sur Nintendo 64 et en 2000 sur PlayStation. Le jeu a été développé et édité par 3DO.
Il s'agit de la suite de BattleTanx.

## Système de jeu
Au début de chaque partie et à chaque mort, le joueur choisit un char (débloquables au fur et à mesure en mode campage, et disponibles selon l'équipe choisie en mode multijoeurs. Chaque char est choisi en dépit de quelques unités de chars plus ou moins grandes en fonction de leurs capacités.
En fonction du mode de jeu, le joueur doit accomplir certains objectifs comme détruire tous ses ennemis ou protéger des convois en s'aidant de ses munitions et des power-ups ramassables un peu partout dans les niveaux.

## Accueil
- Nintendo Power: 7,6/10[1]
- Jeuxvideo.com : 10/20  (N64)[2] - 7/20 (PS)[3]